# جيف باكستر (موسيقي)
جيف باكستر (بالإنجليزية: Jeff Baxter)‏ هو موسيقي وكاتب أغاني وعازف قيثارة أمريكي، ولد في 13 ديسمبر 1948 في واشنطن العاصمة في الولايات المتحدة.

## وصلات خارجية
- جيف باكستر على موقع IMDb (الإنجليزية)
- جيف باكستر على موقع ميوزك برينز (الإنجليزية)
- جيف باكستر على موقع أول ميوزيك (الإنجليزية)
- جيف باكستر على موقع أول ميوزيك (الإنجليزية)
- جيف باكستر على موقع ديسكوغز (الإنجليزية)